# Абіоцен
Абіоцен, абіоценоз (грец. а — негативна частка, bios — життя і koinos — загальний) — сукупність абіотичних (косних) факторів зовнішнього середовища, таких як вода, повітря, ґрунт і т. д.